# Anolis garridoi
Anolis garridoi (ескамбрайський гілочковий аноліс) — вид ігуаноподібних ящірок родини анолісових (Dactyloidae). Ендемік Куби. Вид названий на честь кубинського герпетолога Орландо Гаррідо.

## Поширення і екологія
Ескамбрайський гілочковий аноліси мешкають в горах Ескамбрай на території заповідника Топес-де-Кольянтес в провінції Санкті-Спіритус в центральній Кубі. Вони живуть у вічнозелених мезофільних лісах, трапляються на узліссях, на висоті від 700 до 800 м над рівнем моря. Живляться комахами, відкладають яйця.

## Збереження
МСОП класифікує цей вид як такий, що перебуває під загрозою зникнення. Anolis garridoi загрожує знищення природного середовища.